# Karl Diederichs (Jurist)
Karl Diederichs (* 4. April 1882 in Essen; † 30. Mai 1965) war ein deutscher Jurist und Industrieller.

## Leben
Karl Diederichs studierte Rechts- und Staatswissenschaften, legte die Große juristische Staatsprüfung ab und wurde Gerichtsassessor.
Er war bei der Westfälische Transport-Actien-Gesellschaft (WTAG) u. a. langjähriger Generaldirektor. Kurz nach dem Ersten Weltkrieg wurde Diederichs, welcher bereits seit 1913 für die WTAG tätig gewesen war, Vorstandsmitglied und später Vorsitzender des Vorstands im Rang eines Generaldirektor. Unter seine Führung wurde die internationale Bedeutung der WTAG erheblich ausgebaut. Die WTAG hatte 1926 die Münsterische Schifffahrts- und Lagerhaus AG (MSLAG), die spätere Münsterische-Schifffahrts-AG und 1976 mit der WTAG in die heutige Rhenus Logistics aufgegangen, übernommen und er wurde auch hier Generaldirektor.
In seiner Position setzte er sich für die Binnenschifffahrt ein, war an der verkehrlichen Erschließung des Ruhrgebiets aktiv und förderte den Ausbau des Dortmund-Ems-Kanals.
Er war Mitglied unterschiedlicher Aufsichtsräte. Dazu gehörten Posten bei der Seereederei Frigga, den Vereinigten Asbestwerke Danco, Wetzell & Co. AG in Dortmund und der Brandenburger Allgemeinen Versicherungs-AG in Berlin. Er war auch Vorstand des Vereins zur Wahrung der Schiffsinteressen (VzW) und von 1947 bis 1958 Vizepräsident der IHK Dortmund. In der IHK Dortmund wurde er Ehrenpräsident und Ehrenmitglied.
1930 war er bereits Ehrenbürger der Universität Münster geworden und erhielt 1952 dort den Ehrendoktor der juristischen Fakultät verliehen. Am 31. Oktober 1953 wurde er mit dem Großen Verdienstkreuz der Bundesrepublik Deutschland ausgezeichnet. Bei der WTAG wurden ein Schiffe mit seinem Namen als Schiffsname gebaut.